# Deputado Irapuan Pinheiro
Deputado Irapuan Pinheiro è un comune del Brasile nello Stato del Ceará, parte della mesoregione di Sertões Cearenses e della microregione di Sertão de Senador Pompeu.